# البحر الأحمر الدولية
شركة البحر الأحمر الدولية (بالإنجليزية: Red Sea Global) هي شركة تطوير عقاري مملوكة لصندوق الاستثمارات العامة في المملكة العربية السعودية، تأسست الشركة في يوليو 2017 على يد ولي العهد السعودي محمد بن سلمان، وكانت تعرف سابقًا باسم شركة البحر الأحمر للتطوير (TRSDC) قبل إعادة تسميتها في أكتوبر 2022. ومقر الشركة في مدينة تبوك شمال غرب المملكة.

## تاريخ
أُطلقت شركة البحر الأحمر العالمية رسميًا من قِبل صندوق الاستثمارات العامة السعودي في 31 يوليو 2017 باسم "شركة البحر الأحمر للتطوير". وهي أحد المشاريع الخمسة الكبرى لرؤية السعودية 2030، وهي: نيوم وروشن والقدية ومدينة الدرعية.
في يونيو 2023، وقعت شركة البحر الأحمر العالمية اتفاقية مع نادي الأهلي لكرة القدم لتصبح الراعي البلاتيني له.

## المشاريع

### وجهة البحر الأحمر
يقع مشروع البحر الأحمر على أرخبيل يضم 92 جزيرة، ويُعد أكبر مشاريع شركة البحر الأحمر العالمية من حيث الحجم. بدأ العمل الرسمي في المشروع في فبراير2019.
يرتبط المشروع بمطار البحر الأحمر الدولي، الذي بدأعملياته في سبتمبر 2023 برحلة افتتاحية من مطار الملك خالد الدولي بالرياض عبر الخطوط السعودية. في أبريل 2024، استقبل المطار أول رحلة دولية له من مطار دبي الدولي عبر فلاي دبي.

### أمالا
أعلن عن مشروع أمالا في سبتمبر 2018، وهو وجهة سياحية تغطي مساحة 3800 كيلومتر مربع، وتركز على فنون الاستشفاء الشامل، وتضم وجهة "أمالا" مركزاً للحياة البحرية "كوراليوم"، ونادٍ لليخوت.

### ثول
أُعلن عن جزيرة ثول في أكتوبر 2023، وهي جزيرة خاصة متاحة للشراء فقط. تبلغ مساحتها 17,00 متر مربع. وتم افتتاح المشروع في عام 2024م.